# Hājan
Hājan är en ort i Indien.   Den ligger i distriktet Bandipore och unionsterritoriet Jammu och Kashmir, i den norra delen av landet, 700 km norr om huvudstaden New Delhi. Hājan ligger 1 582 meter över havet och antalet invånare är 10 800.